# Alhambra (singolo)
Alhambra è un singolo dei rapper italiani Enigma e Salmo, pubblicato il 6 dicembre 2024 come primo estratto dall'EP collaborativo Kloaka.

## Descrizione
Il brano, scritto da Enigma e prodotto da Salmo, ha anticipato l'uscita del loro EP collaborativo Kloaka, uscito il 17 gennaio 2025.

## Tracce
Testi e musiche di Francesco Marcello Scano.
1. Alhambra – 2:17